# Pico Pomer
Pico Pomer är en bergstopp i Spanien.   Den ligger i provinsen Provincia de Huesca och regionen Aragonien, i den nordöstra delen av landet, 400 km nordost om huvudstaden Madrid. Toppen på Pico Pomer är 2 674 meter över havet, eller 270 meter över den omgivande terrängen. Bredden vid basen är 1,3 km.
Terrängen runt Pico Pomer är huvudsakligen bergig.Runt Pico Pomer är det glesbefolkat, med 18 invånare per kvadratkilometer. Närmaste större samhälle är Vielha, 9,5 km nordost om Pico Pomer. I omgivningarna runt Pico Pomer växer i huvudsak blandskog.